# Alexandra López
Alexandra „Ale“ López Rosillo (* 26. Februar 1989 in Sevilla) ist eine ehemalige spanische Fußballspielerin.

## Karriere

### Vereine
López begann im Alter von 14 Jahren für den in ihrem Geburtsort ansässigen Club Deportivo Híspalis, der im Jahr 2004 in den FC Sevilla integriert wurde, und kam damit bereits im Seniorinnenbereich und in der seinerzeit unter dem Namen Superliga höchsten Spielklasse zu Punktspielen. 
Von 2004 bis 2008 spielte sie für den FC Sevilla in der höchsten Spielklasse. Ihre längste Zugehörigkeit zu einem Verein hatte sie bei Rayo Vallecano, für den sie von 2008 bis 2016 zu Punktspielen kam und mit diesen zu drei Meisterschaften in Folge beitrug. Sie erreichte mit ihrer Mannschaft am 5. Juni 2010 das Finale um den nationalen Vereinspokal – „Königinnenpokal“ genannt – das gegen Espanyol Barcelona jedoch mit 1:3 in Basauri verloren wurde. Es folgte eine Saison beim Ligakonkurrenten Atlético Madrid, mit dem sie ebenfalls ins Pokalfinale erreichte und in diesem am 18. Juni 2017 in Las Rozas de Madrid dem FC Barcelona mit 1:4 unterlegen war.
Für ihren letzten, ebenfalls in der höchsten Spielklasse vertretenen Verein, den Madrid Club de Fútbol Femenino, war sie von 2017 bis 2020 aktiv, die erste Saison noch als Leihspielerin seitens Atlético Madrid.

### Nationalmannschaft
Ihr Debüt als Nationalspielerin für den RFEF gab sie in der U19-Nationalmannschaft am 10. April 2007 beim 1:1-Unentschieden gegen die U19-Nationalmannschaft Italiens im ersten Spiel der Gruppe F der zweiten Qualifikationsrunde für die angestrebte Teilnahme an der altersbezogene und vom 18. bis zum 29. Juli 2007 auf Island vorgesehenen Europameisterschaft. In den beiden weiteren Gruppenspielen, die mit 11:0 und 3:1 gegen die U19-Nationalmannschaften Serbiens und der Schweiz gewonnen wurden, kam sie ebenfalls zum Einsatz, wie auch in der Endrunde in allen drei Spielen der Gruppe B. In der Saison 2007/08 bestritt sie jeweils drei Spiele der ersten und zweiten Qualifikationsrunde und war mit ihrer Mannschaft erneut in allen drei Spielen der Gruppe A vertreten.
Ihr Debüt in der  A-Nationalmannschaft erfolgte am 17. September 2011 in Istanbul beim 10:1-Sieg über die  Nationalmannschaft der Türkei mit dem ersten Spiel der EM-Qualifikationsgruppe 2 für die anstehende Europameisterschaft 2013 in Schweden. In Madrid wurde sie auch im zweiten Spiel am 23. Oktober beim 3:2-Sieg über die Schweizer Nationalmannschaft eingesetzt. Am 15. Februar 2012 bestritt sie ihr drittes Länderspiel, das in Santiago de Compostela mit 4:1 im Freundschaftsspiel gegen die Nationalmannschaft Österreichs gewonnen wurde; sie wurde in der 87. Minute für Marta Torrejón eingewechselt.
Am 26. November 2015 und am 8. April 2016 wurde sie im zweiten und fünften Spiel der EM-Qualifikationsgruppe 2 erneut berücksichtigt (3:0 vs. Irland in Dublin, 4:1 vs. Portugal in Covilhã). Danach wirkte sie in drei Freundschaftsspielen mit (1 U, 2 N). Mit der Mannschaft nahm sie ferner am Turnier um den Algarve-Cup 2017 teil und bestritt alle drei Spiele der Gruppe B sowie das Finale am 8. März im Estádio Algarve mit Einwechslung für Amanda Sampedro ab der 84. Minute und dem abschließenden Turniersieg. Ihre Länderspielkarriere endete in Fuenlabrada, wo sie mit ihrer Mannschaft am 10. Juni 2017 der Nationalmannschaft Brasiliens in Freundschaft mit 1:2 unterlegen war.

## Erfolge
Nationalmannschaft
- Algarve-Cup-Sieger 2017

Atlético Madrid
- Spanischer Meister 2017
- Finalist Copa de la Reina 2017

Rayo Vallecano
- Spanischer Meister 2009, 2010, 2011
- Finalist Copa de la Reina 2010